# Colore (chanson)
Pour les articles homonymes, voir Colore.
Pistes de Post-partum
Raide, raide, raide Franges en bataille
Colore est une chanson du groupe français Les Innocents, tirée de l'album Post-partum paru en 1995 et vendu à près de 250 000 exemplaires.
Elle est chantée par l'un des leaders du groupe : Jean-Christophe Urbain.
Colore est l'une des chansons les plus diffusées en 1996 sur la bande FM.

## Dans la culture
- 2007 : J'aurais voulu être un danseur d'Alain Berliner (source : générique)